# 沃尔夫冈·拉肯马赫
沃尔夫冈·拉肯马赫（德語：Wolfgang Lakenmacher，1943年10月8日—2023年5月25日），德国男子手球运动员。他曾代表东德国家队参加1972年夏季奥林匹克运动会手球比赛，获得第四名。

## 家庭
儿子斯文·拉肯马赫。